# Kazimierz Dąbrowski

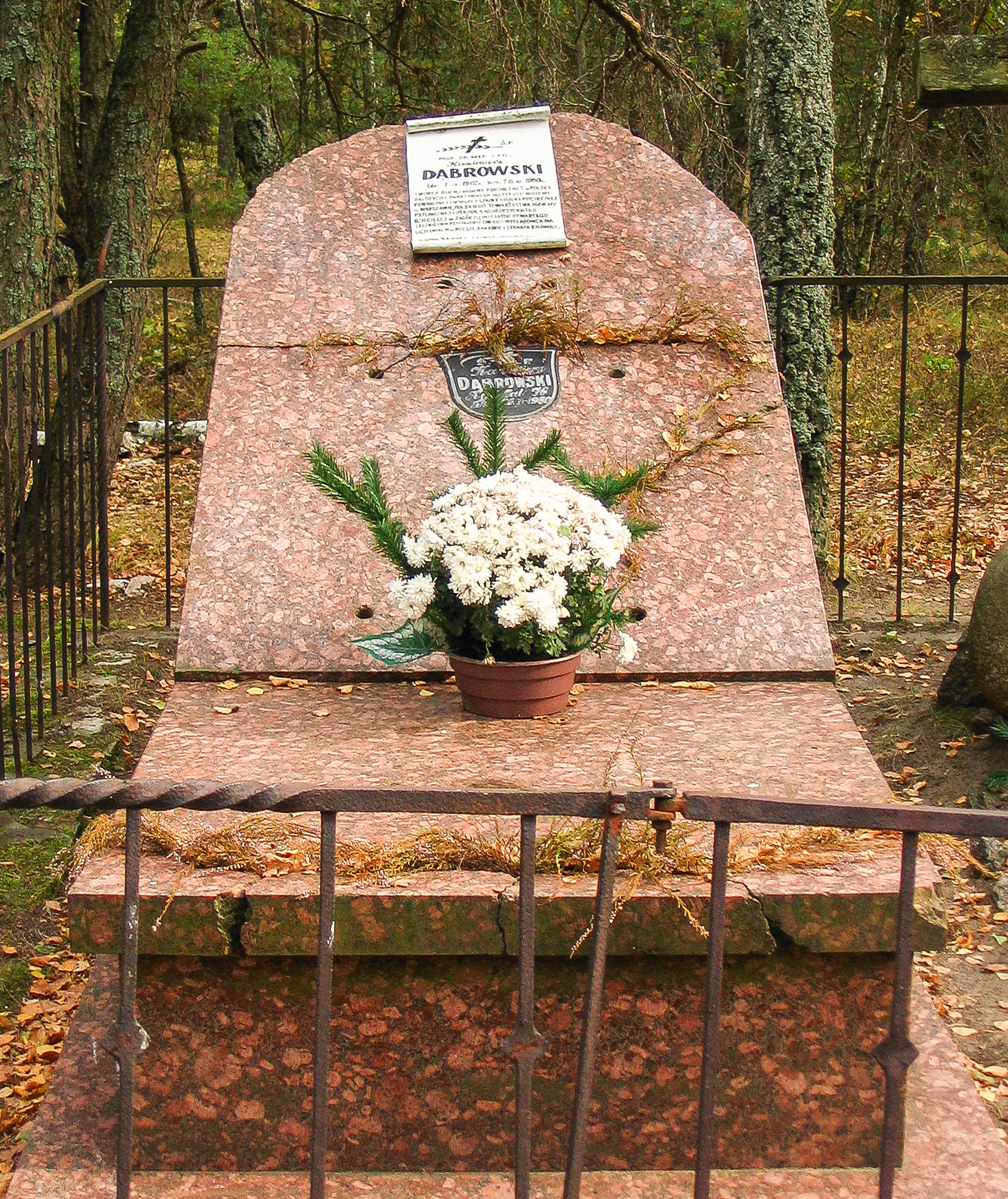
Hrob Kazimierza Dąbrowského v Zagórze u Varšavy

Kazimierz Dąbrowski (1. září 1902 Klarów – 26. listopadu 1980 Varšava) byl polský psycholog, psychiatr a lékař. Jeho nejznámějším dílem je teorie pozitivní dezintegrace popisující mechanismy rozvoje osobnosti. V tomto pojetí není osobnost něco automaticky daného všem lidem, ale vytváří se až v průběhu života u některých jedinců následkem náročných situací a jejich zvládání. Část života Dąbrowski strávil v Kanadě, kde své knihy vydával v angličtině. Mimo jiné byl také básník a spisovatel, používal pseudonym „Paul Cienin, Paweł Cienin“.

## Životopis
Kazimierz Dąbrowski se narodil do katolické rodiny na venkovském panství poblíž Lublinu v ruském sektoru v Polsku. Jeho otec Antoni byl správcem panství. Kazimierz byl třetím ze čtyř dětí. Když mu bylo šest let, jeho tříletá sestra, zemřela na meningitidu. Kazimierz byl zpočátku v domácím učení. Později navštěvoval školu „Stefan Batory“ v Lublinu. Během první světové války spatřil těla padlých vojáků rozházená po bitevním poli, což jej hluboce šokovalo a patrně to ovlivnilo i jeho hlavní teorii. Ve svých 16 letech Dąbrowski zfalšoval svůj věk, aby získal přístup na nově otevřenou univerzitu v Lublinu. Navštěvoval zde program polského jazyka. V 18 letech byl přijat na Varšavskou univerzitu ke studiu medicíny. Po dvou letech přešel na univerzitu v Poznani, kde získal lékařský titul a začal studovat psychologii. Poté se přesunul na univerzitu v Ženevě, kde pracoval s Édouardem Claparèdem a Jeanem Piagetem a kde roku 1929 získal titul Phd. prací o sebevraždě pod vedením profesora F. Navillea. Druhý doktorát z psychologie pak získal na univerzitě v Poznani v roce 1931 širším rozpracováním tématu sebepoškozování, včetně askeze a sadomasochismu .
Kolem roku 1930 se Dąbrowski poprvé oženil. Manželství však netrvalo dlouho, protože jeho žena zemřela v polovině 30. let na tuberkulózu . S pomocí Rockefellerovy nadace mohl Dąbrowski vycestovat na postdoktorandská studia v Evropě a Severní Americe. Od roku 1932 strávil Dąbrowski zhruba dva roky ve Vídni, kde podstoupil zkrácenou psychoanalýzu s Wilhelmem Stekelem, bývalým spolupracovníkem Sigmunda Freuda. V té době absolvoval i postgraduální studia neurologie u Otty Marburga, vývojové psychologie u Karla Ludwiga Bühlera a jeho ženy Charlotte Bühler (rovněž profesorky psychologie), a neurofyziologie u rakouského lékaře Wilhelma Schlesingera. Kolem roku 1935, po smrti své ženy, odešel do USA.
V roce 1937 se Dąbrowski vrátil do Polska. Otevřel zde Institut pro duševní hygienu inspirovaný obdobným hnutím v USA a nabízel kurzy v tomto oboru. V roce 1940 se Dąbrowski oženil podruhé. S novou manželkou Eugenií, rovněž psycholožkou, měl dvě dcery. Jejich manželství vydrželo až do jeho smrti ve Varšavě v roce 1980.
V roce 1942 Dąbrowskiho zatklo gestapo a krátce jej drželo ve varšavské věznici Pawiak. Odtud byl na několik měsíců odvezen do věznice Montelupich v Krakově. Jeho kolegové nicméně vyjednali jeho propuštění a on se mohl vrátit do Varšavy. Tam pokračoval ve své klinické práci jako superintendent sanatoria. Němci omezili jeho práci a zařadili jej pod přísný dohled. Po válce se Dąbrowski vrátil ke své psychiatrické práci a mohl ještě jednou vycestovat do USA.
Po návratu z USA v roce 1949 byl Dąbrowski akreditován jako klinický psycholog na univerzitě ve Vratislavi. Stalinistické úřady však ještě ten stejný rok uzavřely jeho Institut duševní hygieny s odůvodněním, že jde o produkt nebezpečné západní ideologie. I se svou manželkou (psycholožkou) byl postaven před soud, byli odsouzeni na dva roky vězení. Po Stalinově smrti byli propuštěni a Dąbrowski se vrátil ke skromnější klinické práci a výuce. Po částečném tání v sovětsko-západních vztazích Dąbrowski odcestoval v roce 1964 i se svou rodinou do Kanady na roční hostující profesuru na University of Alberta . Pak pokračoval ve vydávání a cestování do zahraničí, dokud nebyl ve svých pozdních 70 letech nucen přestat kvůli špatnému zdraví. 

## Kariéra
Dąbrowski vyvinul teorii pozitivní dezintegrace. Ta se pokouší popsat, jak se v důsledku nashromážděných obtížných zkušeností může vyvíjet osobnost. „Dezintegrace“ se vztahuje k opuštění klastrů předchozích postojů, a to na základě poučení se z oněch náročných událostí. Dezintegraci lze považovat za pozitivní v případě, když proces posune osobnost ke zvýšené kapacitě obsáhnout náročné zkušenosti a získat nové perspektivy.
Dąbrowski se celoživotně věnoval oboru psychologie. V Zagórze nedaleko Varšavy založil rehabilitační centrum pro pacienty, kteří trpěli duševními poruchami vzniklými následkem těžkých životních situací. Výzkum v zařízení mu poskytl pozorování a data, která mu pomáhala utvářet jeho koncepty.

## Koncepty
Dąbrowski rozvinul teorii pozitivní dezintegrace z řady předpokladů a konceptů. Jeho přístup je filozoficky založen na Platónovi z hlediska pojetí esence – esence jednotlivce je velice důležitým faktorem, jež ovlivňuje směr rozvoje v jeho života. Dąbrowski byl také ovlivněn existenciálním přesvědčením, že člověk závisí na pociťovaných úzkostech a na způsobu řešení každodenních výzev. Esenci jedince je třeba realizovat prostřednictvím existenciálního a prožitkového procesu vývoje. Dąbrowskiho myšlenku „autonomního jedince“ lze přirovnat k charakteristice „ rytířů víry “ dánského filosofa Kierkegaarda.
Dąbrowskiho koncept pozitivní dezintegrace by neměl být zaměňován s jungovskými koncepty „De-integrace a re-integrace“, které vytvořil jeho současník Michael Fordham, britský dětský psychiatr a jungiánský analytik. Ačkoli se mohou zdát do jísté míry analogické, jsou založeny na různých osobnostních hypotézách a neexistuje žádný důkaz, že by o sobě navzájem věděli.  

### Postřehy o nadání
V příloze anglicky psané knihy Personality-Shaping through Positive Disintegration (1967) Dąbrowski uvádí výsledky vyšetření, která proběhla roku 1962 s polskou mládeží.  Konkrétně byla zkoumána „skupina nadaných dětí a mladých lidí ve věku 8 až 23 let“ (s. 251). Z 80 studovaných mladých lidí jich 30 bylo „intelektuálně nadaných“ a 50 pocházelo z „divadelních, baletních nebo uměleckých škol“. Dąbrowski zjistil, že každé z dětí vykazovalo to, pro co Dąbrowski užívá pojem nadměrná vzrušivost (anglicky overexcitability). Podle něj tento faktor představuje „základy pro vznik neurotických a psychoneurotických sad. Navíc se ukázalo, že tyto děti vykazovaly i sady nervozity, neurózy a psychoneurózy různého druhu a intenzity, od lehkých vegetativních symptomů nebo symptomů úzkosti až po výrazně a vysoce intenzivní psychastenické nebo hysterické sady“ (s. 253). Dąbrowskise se tázal, proč by tyto děti měly vykazovat „stavy nervozity nebo psychoneurózy“ a navrhl, že je to kvůli přítomnosti oné nadměrné vzrušivosti. „Příčinou je pravděpodobně vyšší než průměrná citlivost, která nejenže umožňuje dosáhnout vynikajících výsledků v učení a práci, ale současně zvyšuje počet bodů citlivých na všechny zkušenosti, které mohou urychlit anomální reakce, které se projevují v psychoneurotických souborech“ (s. 255).
Zdá se, že Dąbrowskiho předpokládanou souvislost mezi nadměrnou vzrušivostí a „nadáním“ podporují další výzkumy. Zejména jde o výzkumy prováděné Michael Piechowskim, který se na tuto oblast specializoval, a jeho kolegy.    Piechowski (narozen 1933) je polsko-americký psycholog, který s Dąbrowskim pracoval. Zdá se, že nadměrná vzrušivost je ukazatelem potenciálu osoby pro nadání/kreativitu. Nadměrná vzrušivost může učitelům a ostatním pomoci ropoznat nadanou osobu.  Základním poselstvím Dąbrowskiho je, že nadání může být neúměrně spojeno s procesem pozitivní dezintegrace a růstu osobnosti. 

## Hlavní díla
- Nerwowość dzieci i młodzieży (1935; Nervozita dětí a dospívajících)
- Społeczno-wychowawcza psychiatria dziecięca (1959; sociálně-výchovná dětská psychiatrie)
- O dezintegracji pozytywnej (1964) (O pozitivní dezintegraci)
- Positive Disintegration (1964)
- Personality-Shaping through Positive Disintegration (1967; Formování osobnosti prostřednictvím pozitivní dezintegrace)
- Mental Growth through Positive Disintegration (1970)
- Psychoneurosis Is Not an Illness (1972; Psychoneuróza není nemoc)
- Existential Thoughts and Aphorisms (1972) (jako Paul Cienin)
- Fragments from the Diary of a Madman (1972) (jako Pawel Cienin; básnická sbírka)
- Myśli i aforyzmy egzystencjalne (1972; Myšlenky a existenciální aforismy) (jako Paweł Cienin )
- The Dynamics of Concepts (1973)
- Trud istnienia (1975; Úsilí existovat)
- Dezintegracja pozytywna (1979)
- W poszukiwaniu zdrowia psychicznego (1989; Hledání duševního zdraví)